# Pieta

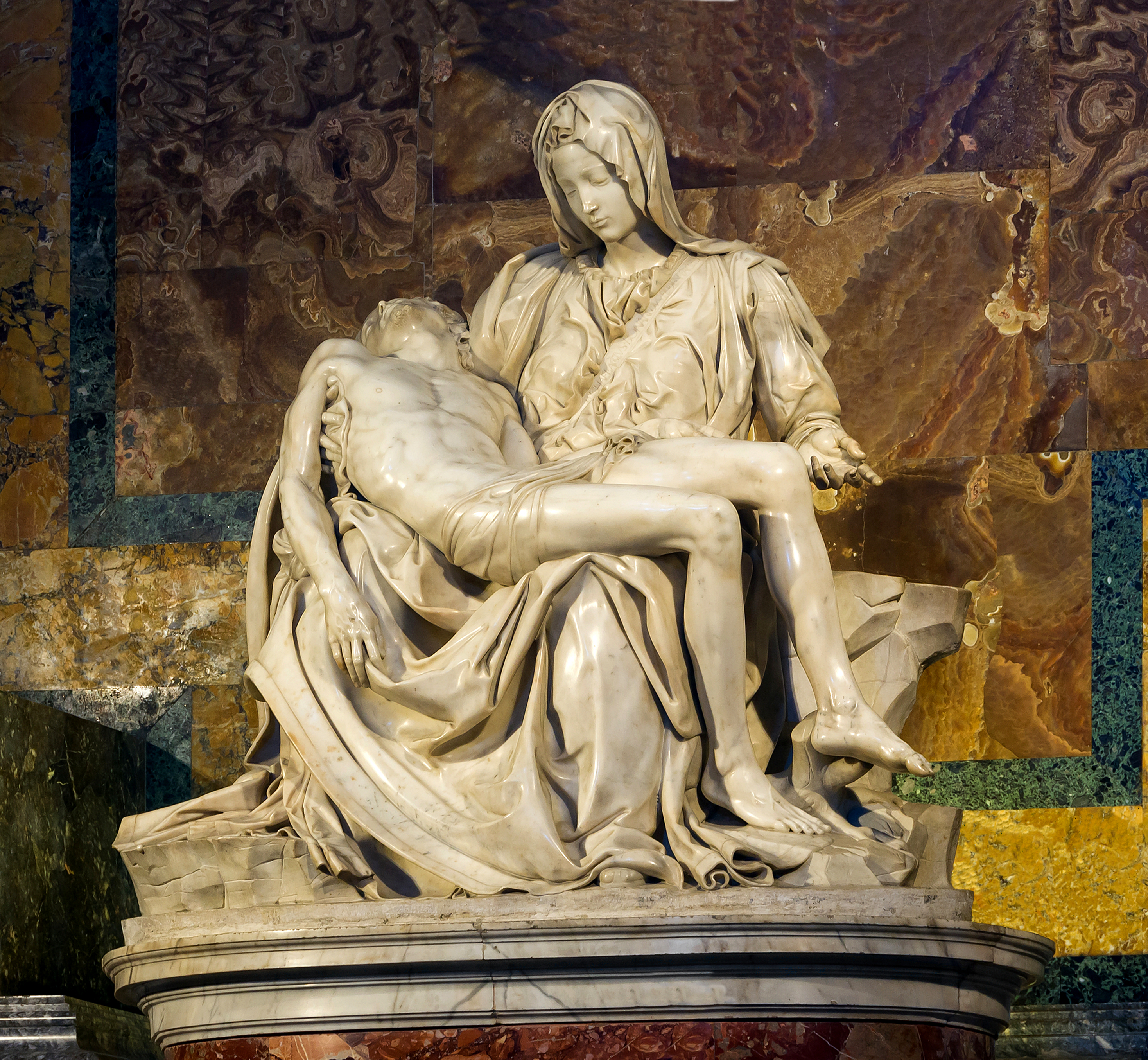
Michelangelova Pieta, sv. Petr, Vatikán

Pieta je zobrazení Panny Marie na klíně s tělem Krista po jeho snětí z kříže (horizontální nebo vertikální) vyvinuté ze scény Oplakávání izolováním obou postav.

## Ikonografie
Zobrazení Piety je součástí ikonografického cyklu výjevů ze života Krista a zároveň cyklu výjevů ze života Panny Marie. V rámci Kristova ikonografického cyklu je součástí Pašijového cyklu, tedy části věnované jeho Ukřižování. V něm se nachází mezi výjevy Snímání z kříže a Kladení do hrobu, a to původně v podobě tzv. Oplakávání (lamentace). V západní tradici se stalo standardním zobrazování tohoto výjevu bezprostředně po Snímání z kříže. Zdůrazněním motivu Panny Marie a postupným vyloučením ostatních postav se z motivu Oplakávání vyvinul motiv Piety. Pieta (nebo Oplakávání) představuje 13. zastavení křížové cesty a také jednu ze sedmi bolestí Panny Marie.

## Pieta v sochařství

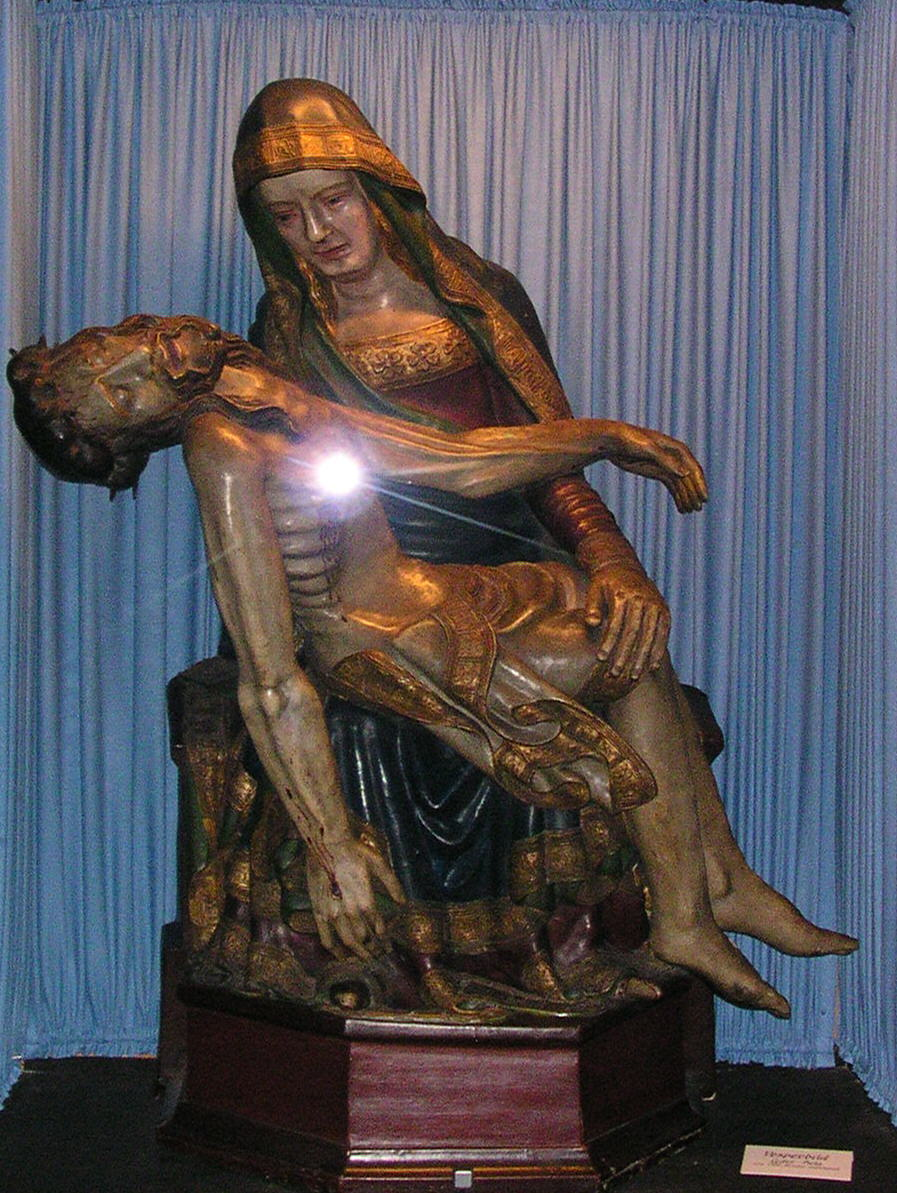
Federpieta z Eschweileru

Pieta bývá nejčastěji zobrazována ve formě sousoší, obrazy jsou méně časté. Sousoší Piety je charakteristickým motivem středoevropského gotického sochařství. První sousoší Piety se objevila v Německu na konci 13. století, k nejstarším dochovaným dílům patří piety z Radolfzellu a Meersburgu z přelomu 13. a 14. století. Gotické piety prošly výrazným výrazovým vývojem, podle něhož jej dělíme do tří typů. Hlavní rozlišení podle polohy Kristova těla není zcela přesné, proto jsou používány alternativní názvy.

### Heroické (mystické, vertikální) piety
Nejstarší typ, vyskytující se od přelomu 13. a 14. století. Typické je téměř vertikální umístění těla Krista a velká až nadživotní velikost postav.

### Horizontální piety

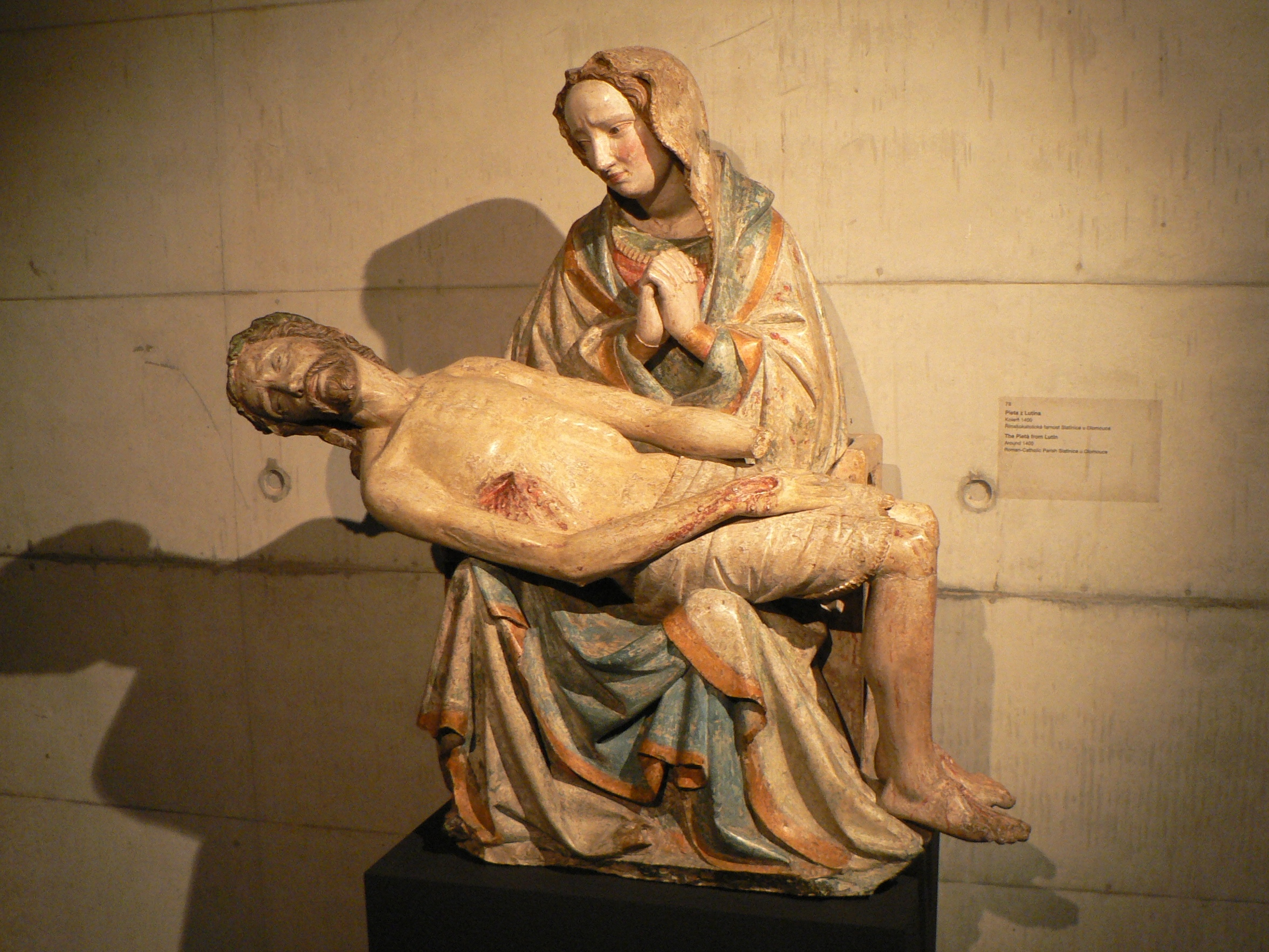
Pieta z Lutína (c. 1400)

Objevují se ve druhé polovině 14. století. Od předchozího typu se liší přísnějším skladebným řádem, zdrženlivostí výrazu a větší plastičností. Tělo Krista je umístěno téměř horizontálně, hlava je otočená k divákovi a přestože je bez podpory, je rovněž v horizontální poloze. Kolena jsou zalomena v pravém úhlu, ruce složené podélně, levá leží na pravé. Marie sedí vzpřímeně, trup má jen nepatrně vykloněný. Expresivita výrazu je potlačená, důležitější je reprezentativní funkce.

### Piety krásného slohu (diagonální)

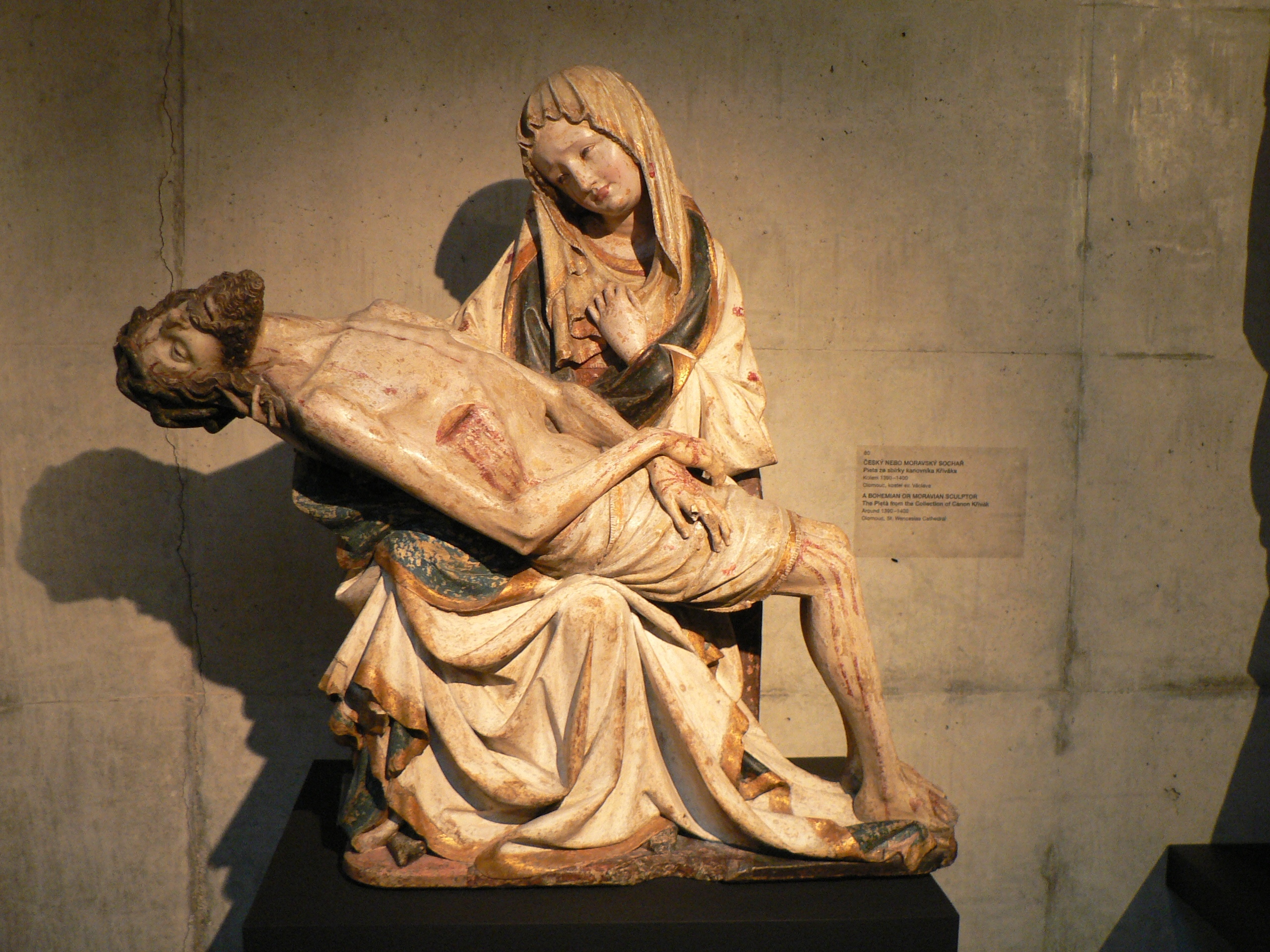
Tzv. Křivákova Pieta (1390-1400)

Krásný sloh se v gotickém sochařství rozvinul kolem roku 1390 a uplatňoval se zhruba do začátku 15. století. Pro sochy tohoto slohu je charakteristický rytmický pohyb hmoty a idealizace vzhledu (rozvoj smyslové krásy jako projevu božské dokonalosti). Piety krásného slohu bývají na rozdíl od předchozích označovány jako diagonální - tělo Krista leží v Mariině klíně šikmo, s hlavou výrazně zakloněnou a jen zčásti pootočenou k divákovi. Spolu s mírněji ohnutými koleny tak vzniká celkový zvlněný dynamický dojem. Ruce jsou více překřížené, pravá leží na levé. Postava Marie je výrazněji odkloněná. Výrazy obličeje jsou mnohem dramatičtější, plné citů.

### Renesanční a barokní piety
Za nejkrásnější pietu je považována pieta, kterou vytvořil renesanční sochař Michelangelo Buonarroti. Nachází se v Bazilice sv. Petra ve Vatikánu.

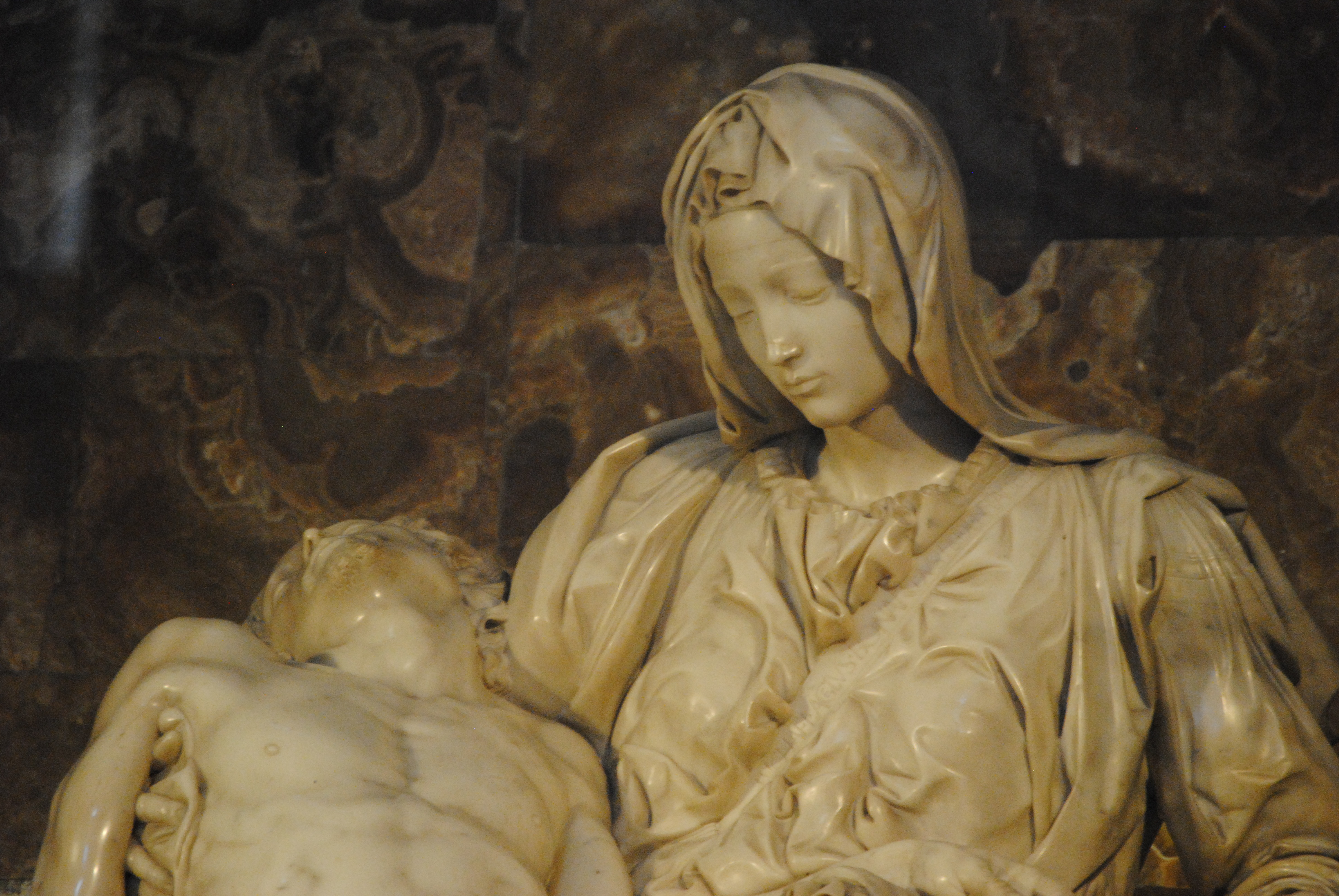
Michelangelova Pieta, detail
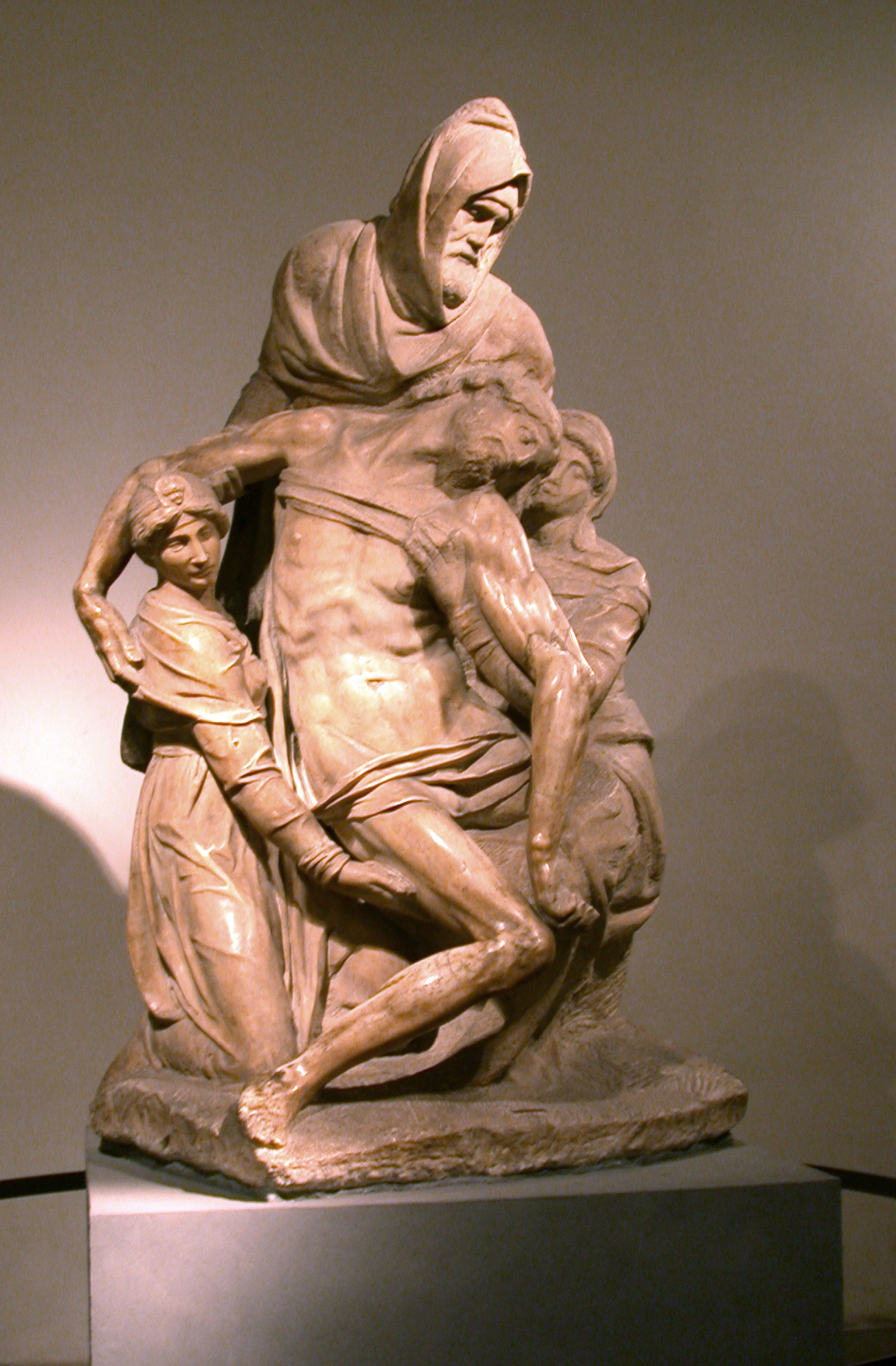
Další Pieta od Michelangela, Museo dell'Opera del Duomo, Florencie
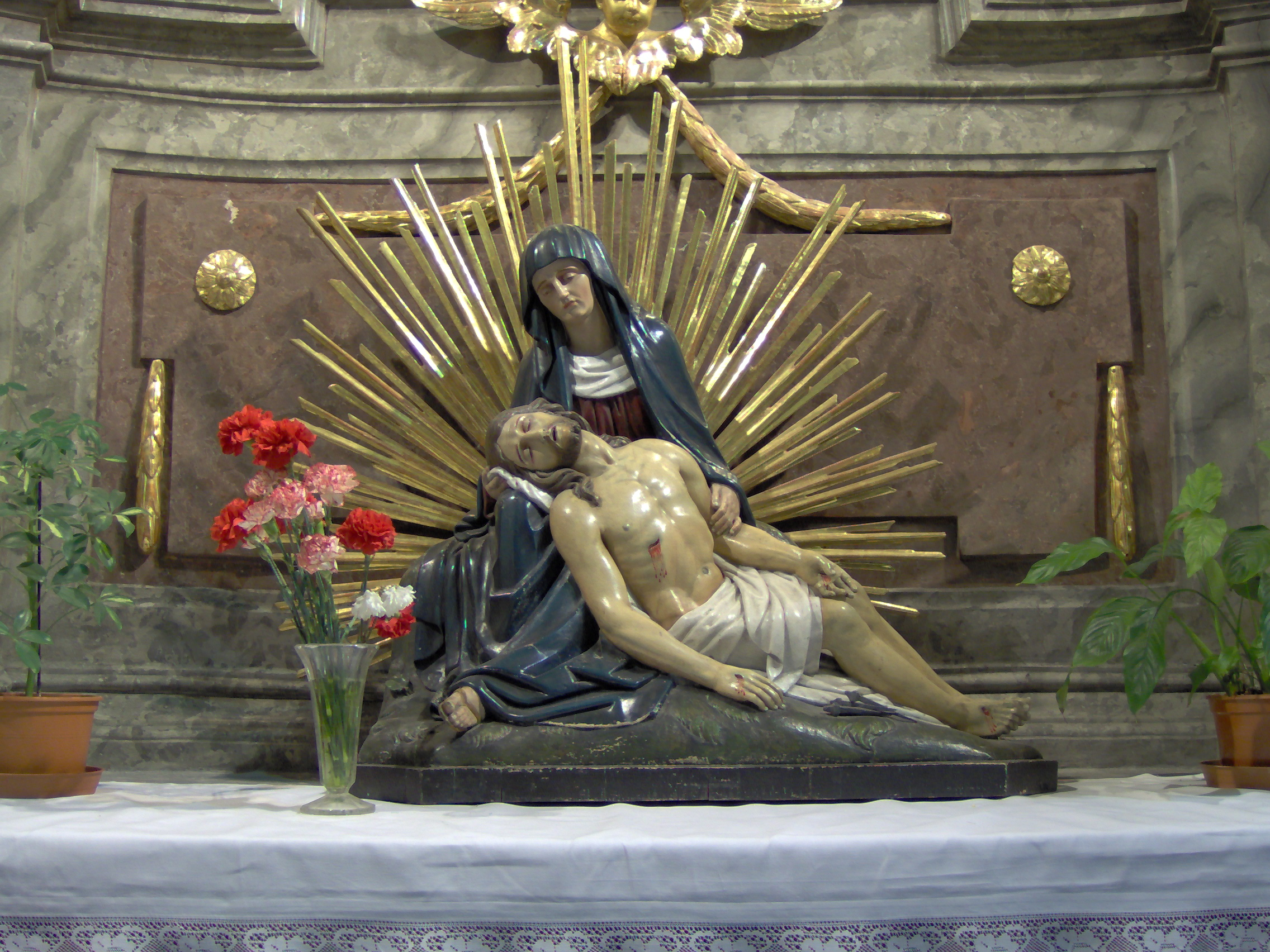
Pietní sousoší v Katedrále svatého Petra a Pavla v Brně
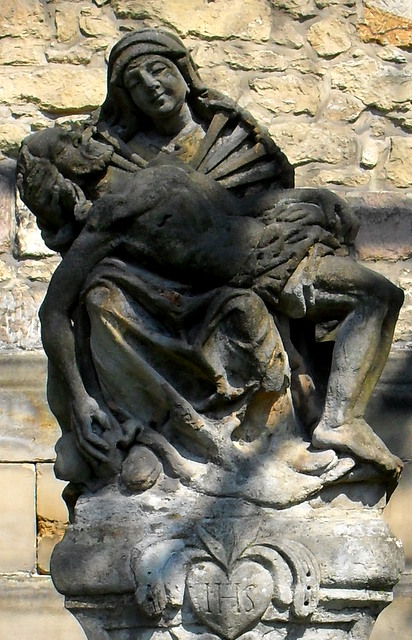
Pieta, zámecký park, Sychrov

## Piety v malířství
Piety nejsou častým námětem obrazů, zde převládá spíše šířeji zachycené Oplakávání či kombinace výjevu se Snímáním z kříže.

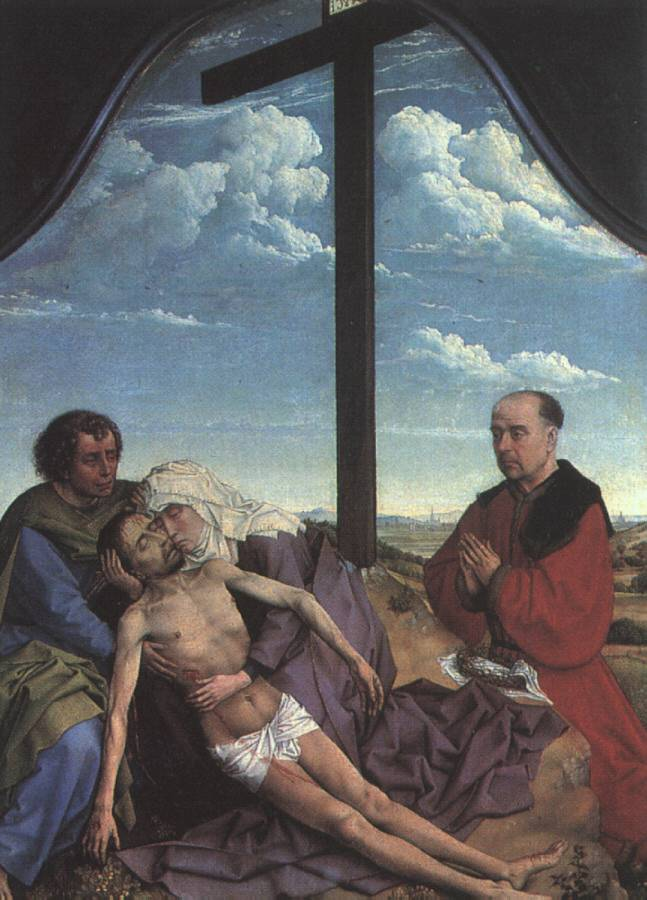
Rogier van der Weyden (c. 1450)
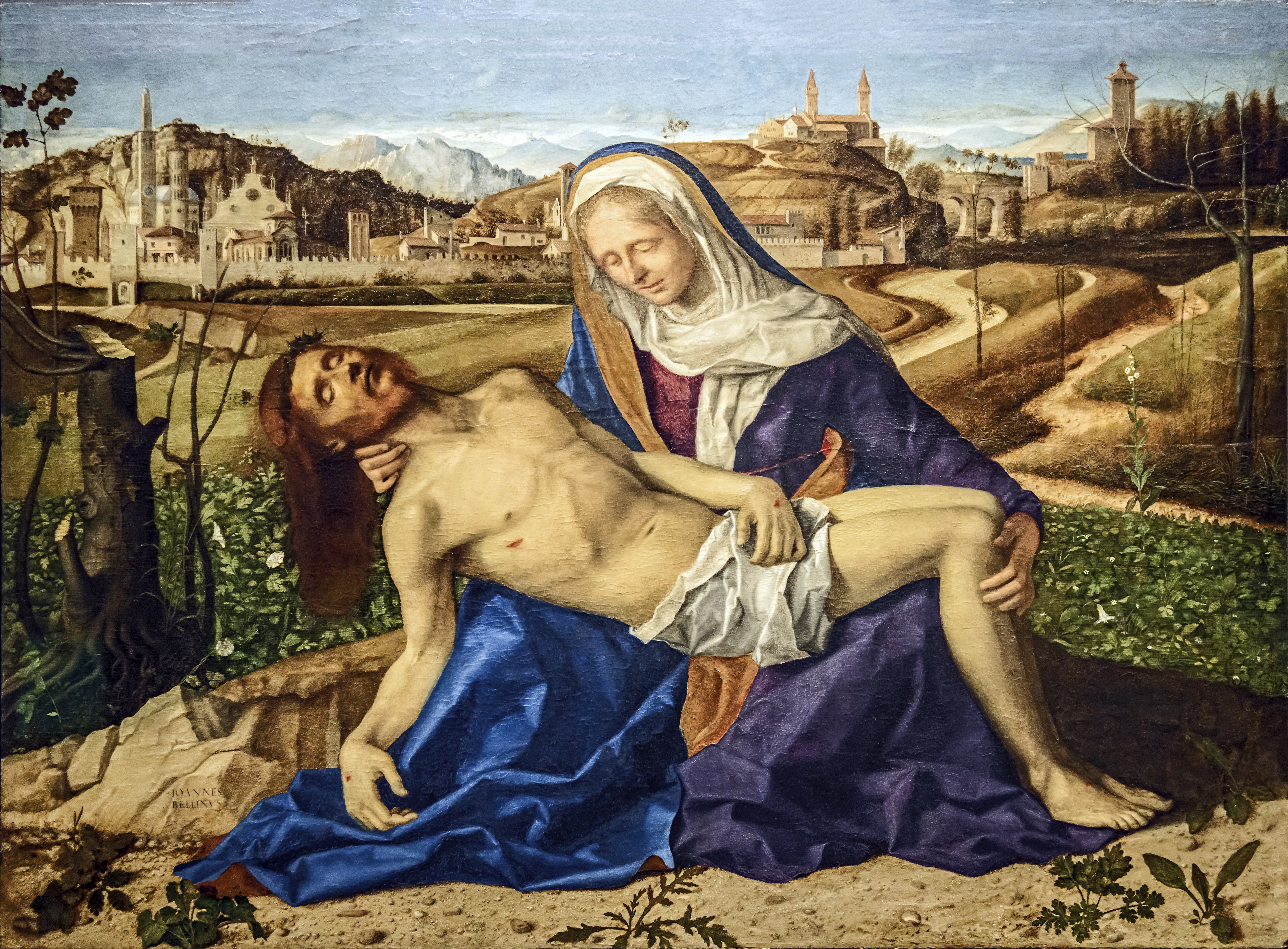
Giovanni Bellini (1500)
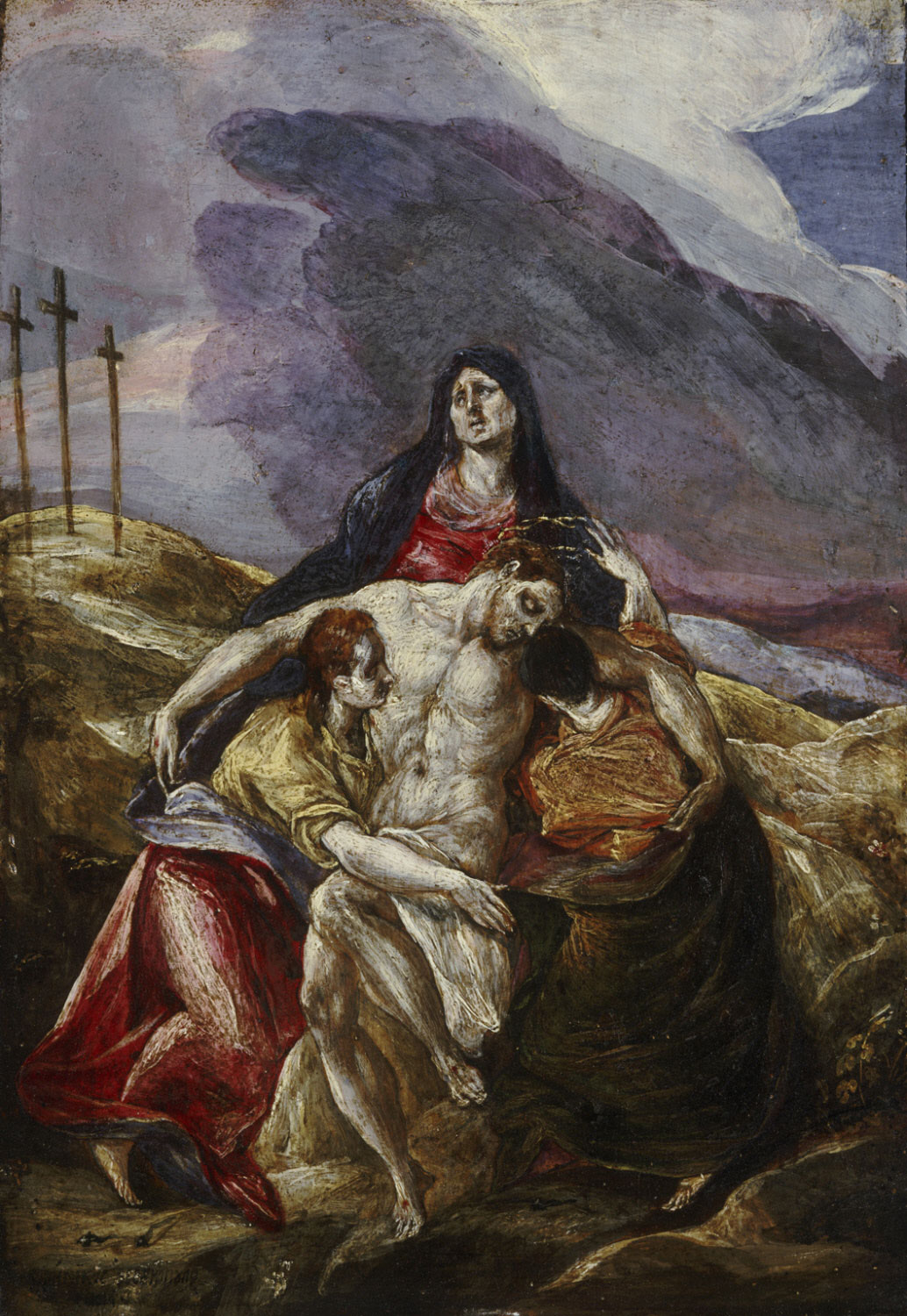
El Greco (1571-76)
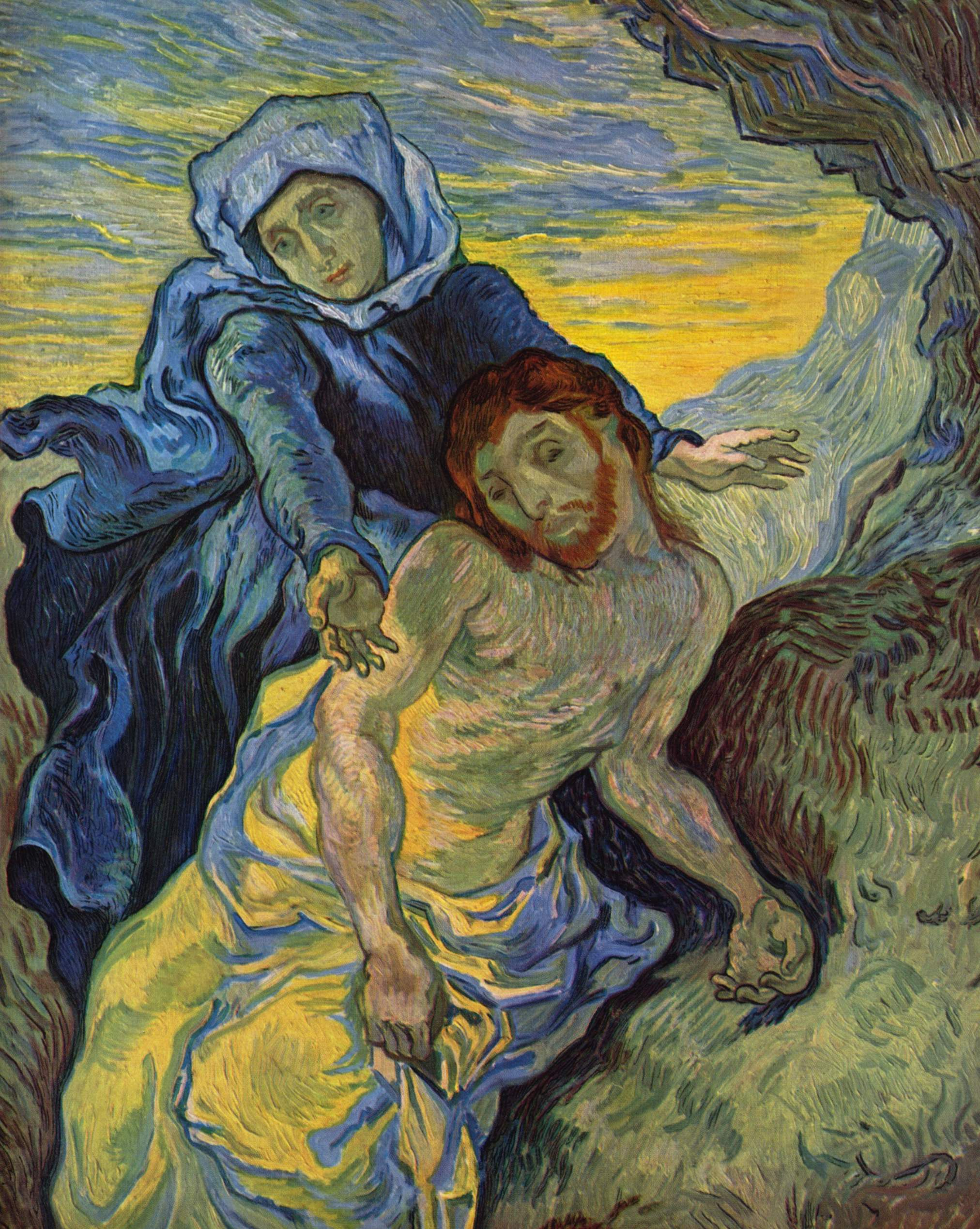
Vincent van Gogh (1889)

## Piety milostné

### Piety milostné Čechy a Morava
- Pieta Bohosudovská - Bohosudov
- Pieta Jihlavská - Jihlava
- Pieta Přeštická - Přeštice
- Pieta Svatojakubská - Praha

## Přenesený význam slova
V přeneseném významu slova se jedná o obecné synonymum pro zbožnou úctu, uctivý ohled, nepředstírané uctívání apod.